# 普雷沙克 (热尔省)
普雷沙克（法語：Préchac，法語發音：[pʁeʃak]）是法国热尔省的一个市镇，位于该省中北部，属于孔东区和热尔洛马涅市镇公共社区。

## 地理
普雷沙克（43°47'26"N, 0°34'33"E）面积12.79 平方千米，位于法国奧克西塔尼大區热尔省，该省份为法国西南部内陆省份，北起顺时针与洛特-加龙省、塔恩-加龙省、上加龙省、上比利牛斯省、大西洋比利牛斯省和朗德省接壤。
与普雷沙克接壤的市镇（或旧市镇、城区）包括：塞藏、弗勒朗斯、拉瓦尔当斯、热尔河畔蒙泰斯特吕克、皮塞居尔、雷若蒙。
普雷沙克的时区为UTC+01:00、UTC+02:00（夏令时）。

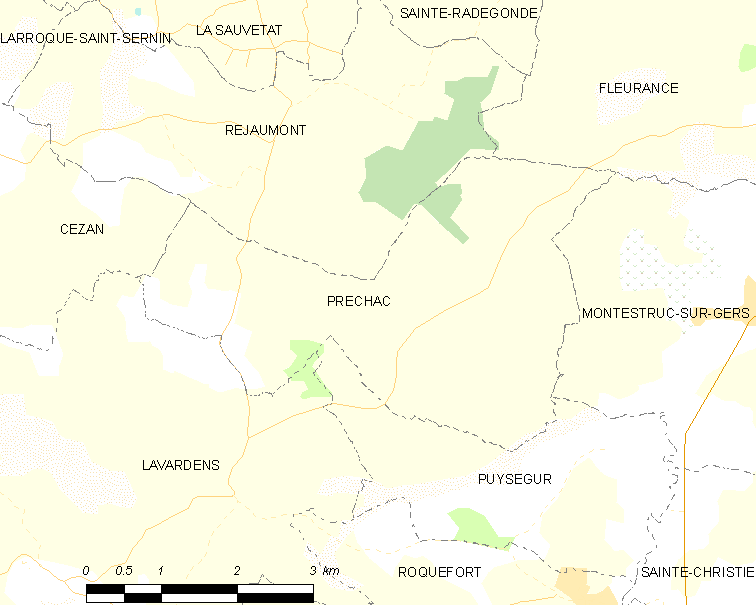
普雷沙克的OSM定位图

## 行政
普雷沙克的邮政编码为32390，INSEE市镇编码为32329。

## 政治
普雷沙克所属的省级选区为弗勒朗斯-洛马涅县。

## 交通
热尔省省道D103线、D148线和D240线经过普雷沙克境内。

## 人口

1962-2008年间普雷沙克人口变化图示

普雷沙克于2022年1月1日时的人口数量为156人。